# L'Été de la louve
L'Été de la louve par Bruno Bertin et Frédéric Cherki (2001, France) est le septième album de bande dessinée des Aventures de Vick et Vicky.

## Synopsis
Pour les grandes vacances, Vick et Angelino ont prévu de visiter l'Italie. Ils prennent l'avion à l'aéroport de Nantes pour Naples. Ils doivent rejoindre leurs amis Marc et Marine qui sont déjà sur place et logés chez l'oncle et la tante d'Angélino à San Gimignano. Au moment où ils embarquent, Angelino et Vicky sont informés par Marc au téléphone de la disparition de l'oncle depuis trois jours. Un corbeau menace et s'en prend à tous les membres de la famille Piccini. Ils se retrouvent au cœur des intrigues du Palio de Sienne, une célèbre course de chevaux. Il est question d'une disparition, de messages énigmatiques d'un corbeau... La bande devra patienter avant de partir à la découverte des richesses de l'Italie, et d'enfin goûter le repos mérité.

## Personnages
Héros principaux
- Vick : tantôt de bonne ou de mauvaise humeur, c'est le héros de la série et le chef de la bande. Il habite Rennes.
- Vicky : chien de Vick, désigné mascotte de la patrouille des Élans, Vicky est un personnage important dans les aventures. Il aide régulièrement les enfants à se sortir de situations difficiles.

Scouts de la patrouille des Loups Blancs
- Angelino
- Marc
- Marine

Personnages de l'histoire
- Francesco Piccini : oncle d'Angelino, il habite San Gimignano. Il tient un restaurant "La Trattoria" et a publié un guide gastronomique.
- Anna Piccini : épouse de Francesco, tante d'Angélino, elle occupe le poste de conservatrice au musée de Sienne. Elle organise un congrès archéologique et a fait transférer les Bronzi.
- Agata : cousine d'Angelino, musicienne de la famille. Elle joue du violon, et prépare une thèse en musicologie.
- Giovanna : cousine d'Angelino, elle a la passion des tarots.
- Luca : cousin d'Angelino, porte-drapeau de la Lupa pour le Palio.
- Cain : corbeau qui s'en prend à la famille Piccini.
- Giorgio : serveur au restaurant.
- Achille du Napoli : détective privé, embauché par Francesco pour démasquer le corbeau. Il se fait passer pour un comptable, Riccardo.
- Antonio : ancien repris de justice lorsqu'il était en France, ami de Francesco.
- Carlo Rossi : poignardé
- Siena : chien des Piccini. Elle se prend pour une descendante de la louve fondatrice de Sienne

## Autour de l'œuvre
L'album propose un supplément de trois pages sur la Toscane et le Palio de Sienne.

### Les Bronzes de Riace
Les guerriers ou bronzes de Riace sont deux sculptures grecques en bronze datées du Ve siècle av. J.-C. et conservées au musée national de Reggio de Calabre. Les statues sont désignées simplement par des lettres. La Statue A, dite encore « le jeune » pour la différencier de la Statue B qui représente un homme dans la force de l'âge. Un peu plus grands que nature (1,98 mètre de haut pour le guerrier A, 1,99 mètre pour le guerrier B), ils furent découverts par hasard en 1972 au large de Riace, en Calabre, par des plongeurs, par 7 à 8 mètres de fond. Les deux statues devaient faire partie d'un navire qui fit naufrage. Ils comptent parmi les très rares bronzes grecs de grande taille encore conservés dans leur intégralité, comme l'aurige de Delphes et le dieu de l'Artémision.

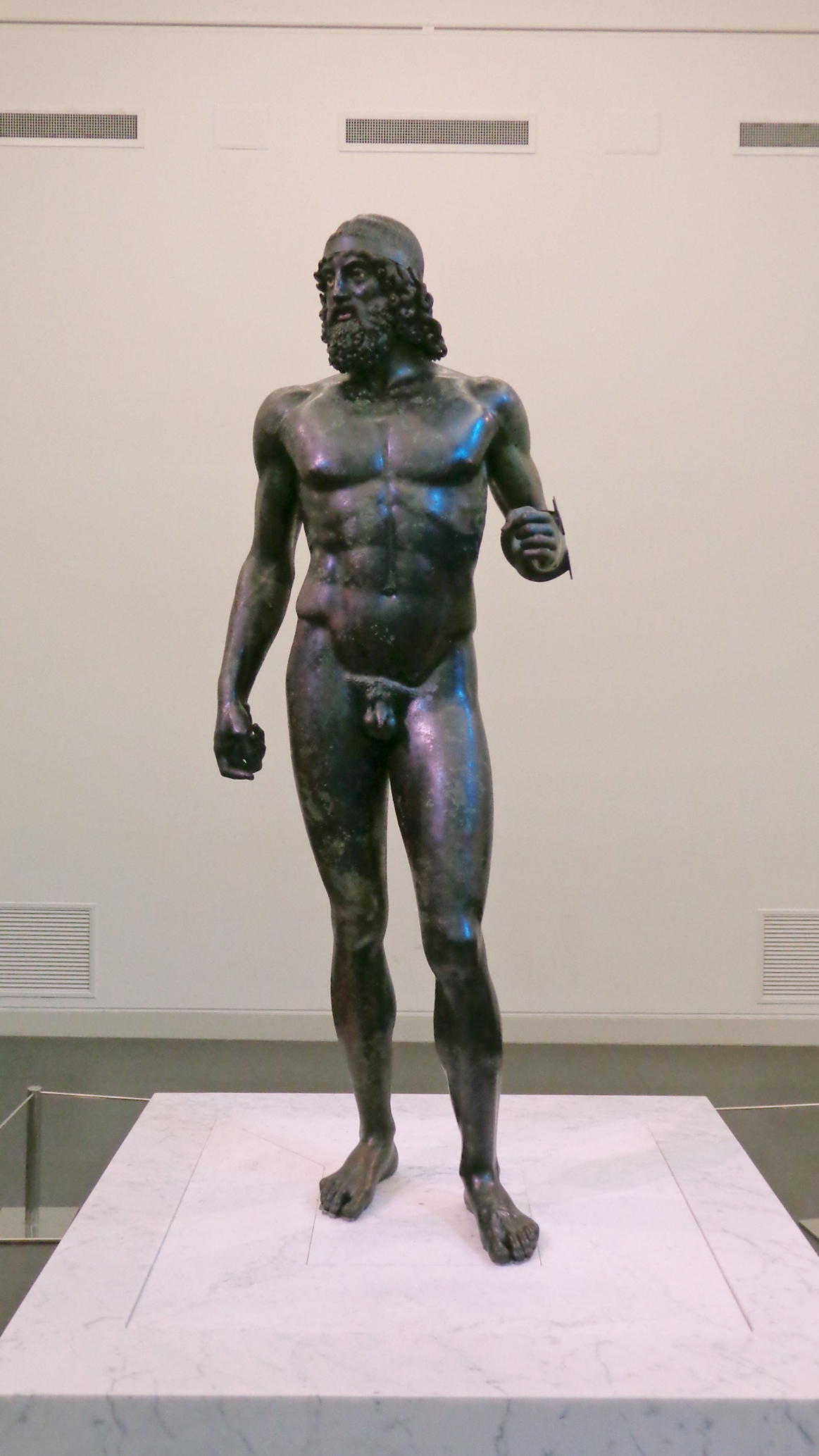
Guerrier A : H. 1,98 m. Vers 460 av. J.-C.
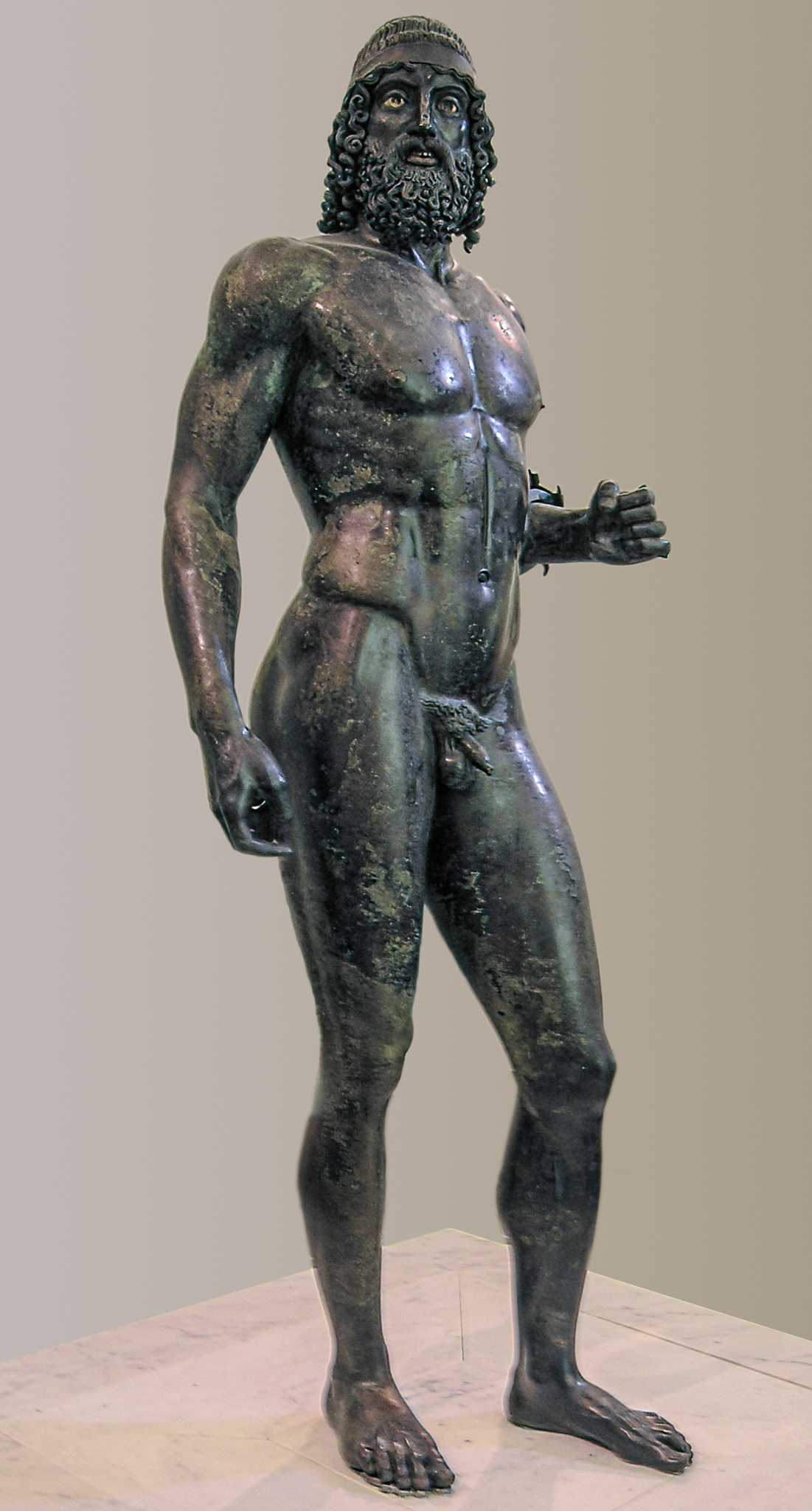
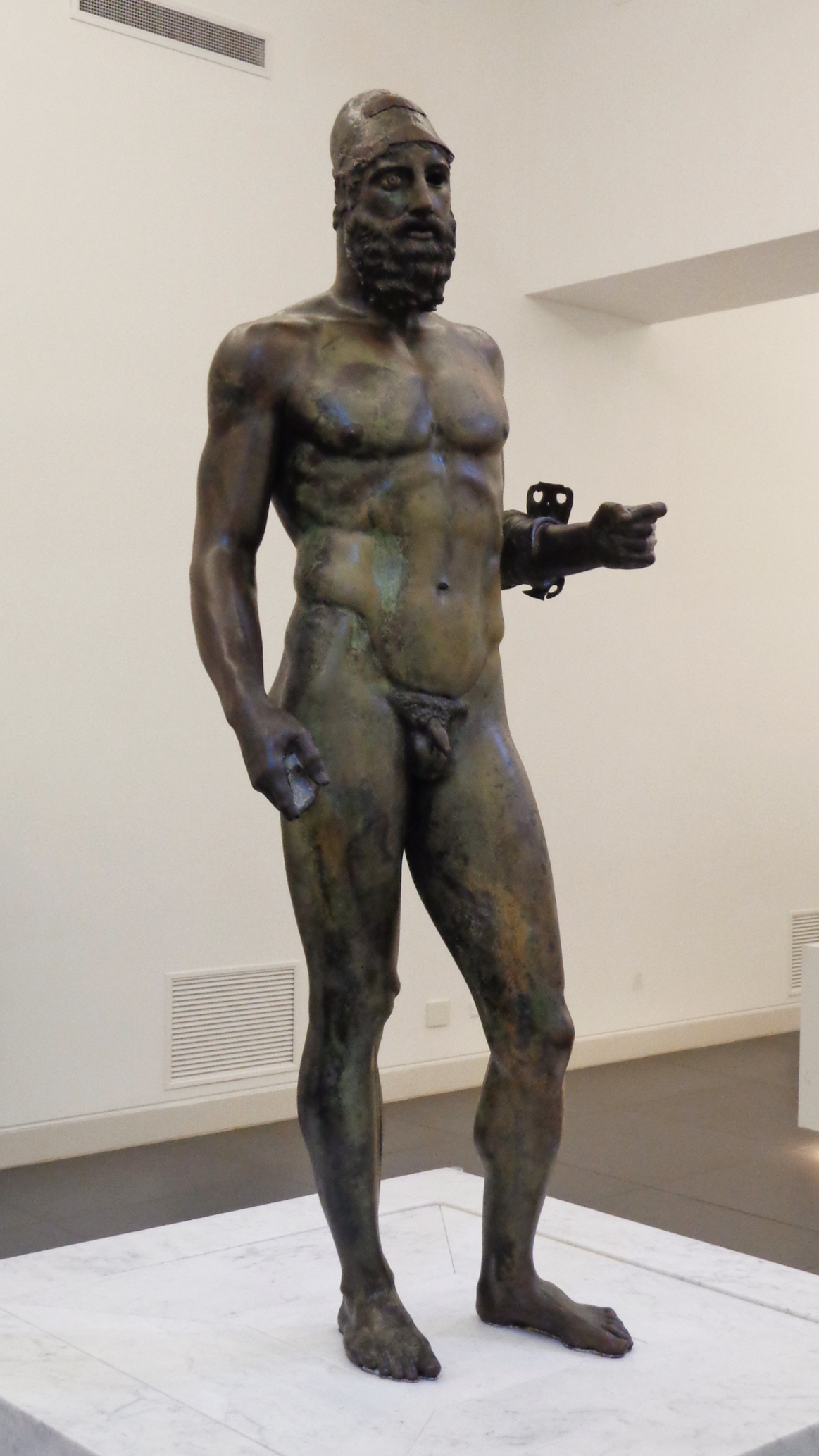
Guerrier B : H. 1,99 m. Vers 430 av. J.-C.
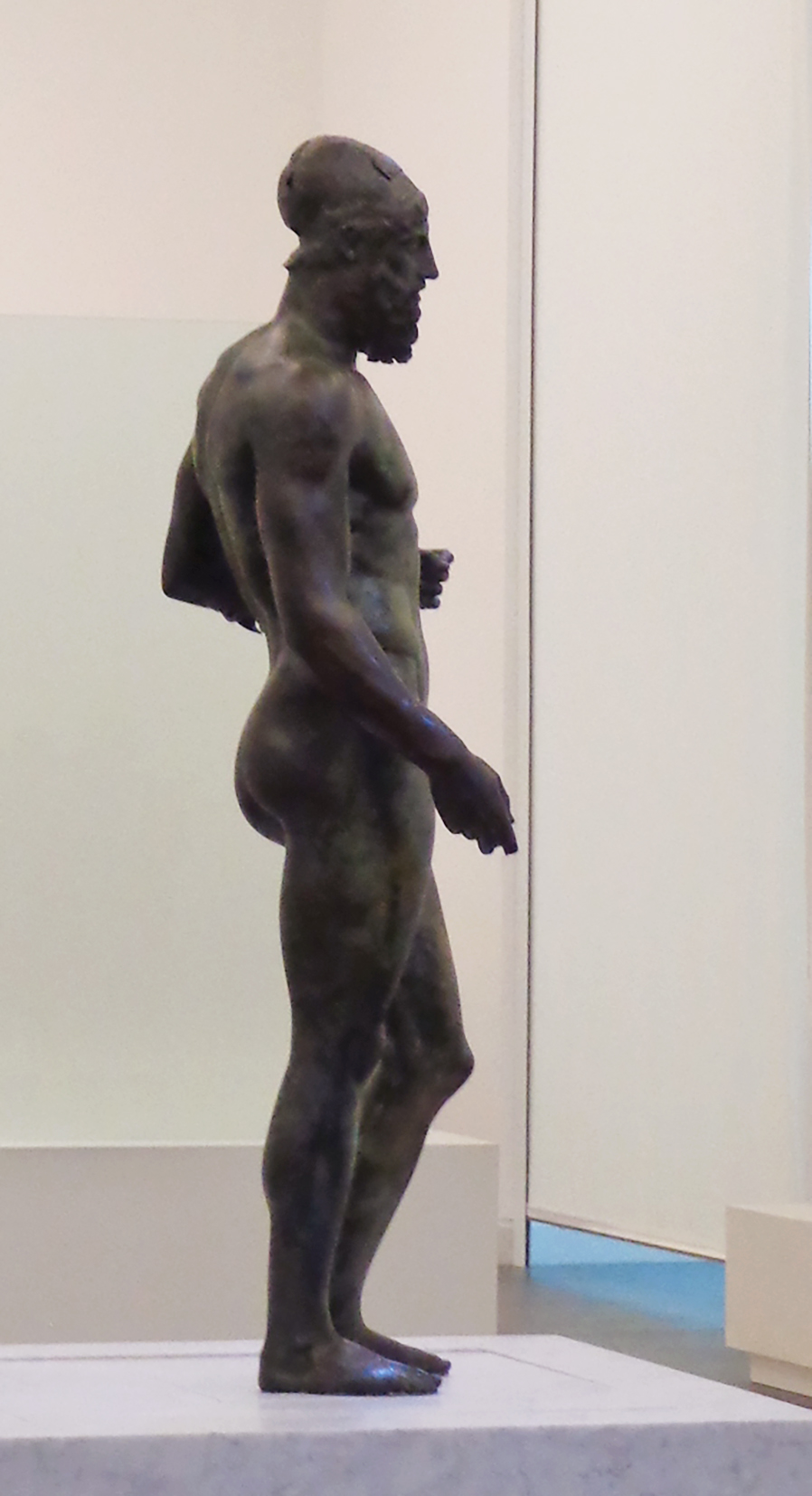

### Le Palio de Sienne
Le Palio de Sienne : depuis le Moyen Âge, le cœur des 17 contrades (quartiers historiques) bat au rythme des deux grands rendez-vous annuels du Palio, fête dédiée à la Vierge, patronne de la ville (Sainte Marie de Provenzano pour le Palio de juillet et Notre-Dame de Provenzano pour le Palio d’août). Le 2 juillet et le 16 août, règne une atmosphère médiévale dans la ville de Sienne, à l'occasion d'une course hippique d'à peine deux minutes autour de la Piazza del Campo (il Campo), place centrale de la ville envahie par la foule.

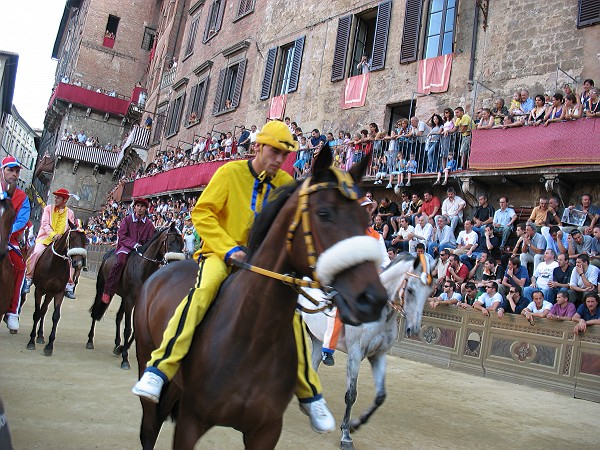
Palio de Sienne: 2 juillet 2006.
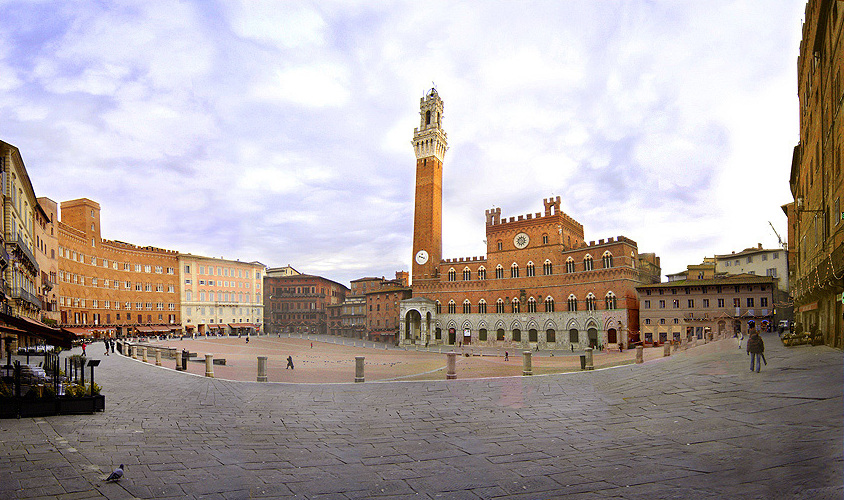
La Piazza del Campo, avec le Palazzo Pubblico et la Torre del Mangia.

### Le mythe fondateur de Rome, Romulus et Rémus
L'histoire légendaire des fondateurs de Rome, Romulus et Rémus, fait partie de la mythologie romaine. L'épisode le plus connu de la légende constitue le moment où les jumeaux nouveau-nés sont abandonnés et sont recueillis par une louve qui les allaite. Le meurtre de Remus par son frère et d'autres récits de leur histoire ont inspiré les artistes de tous les temps. Depuis l'Antiquité, l'image des jumeaux allaités par une louve est un symbole de la ville de Rome et de son peuple. Bien que l'histoire se déroule avant la fondation de Rome vers 750 av. J.-C., le plus ancien récit écrit du mythe date de la fin du IIIe siècle avant notre ère, à une époque où Rome, devenue puissante, commence à dominer la Méditerranée.
Romulus et son frère jumeau Rémus sont les fils de la vestale Rhéa Silvia et du dieu Mars. Rhéa Silvia, elle, est la fille de Numitor, roi de la légendaire ville latine d'Albe-la-Longue (fondée par Ascagne, fils d'Énée) et dépossédé du trône par son frère Amulius. Celui-ci, craignant que ses petits-neveux ne réclament leur dû à l'âge adulte, prend prétexte qu'ils sont les fils d'une vestale, qui avait fait vœu de chasteté, et ordonne qu'on les jette dans le Tibre. Mais l'ordre est mal exécuté, les nouveau-nés sont abandonnés dans un panier sur le fleuve, survivent (par la probable protection des dieux), et sont découverts sous un figuier sauvage (le Ficus Ruminalis) situé devant l'entrée de la grotte du Lupercal, au pied du Palatin, par une louve qui les allaite,. Un pivert, l'oiseau de Mars,, veille sur eux.

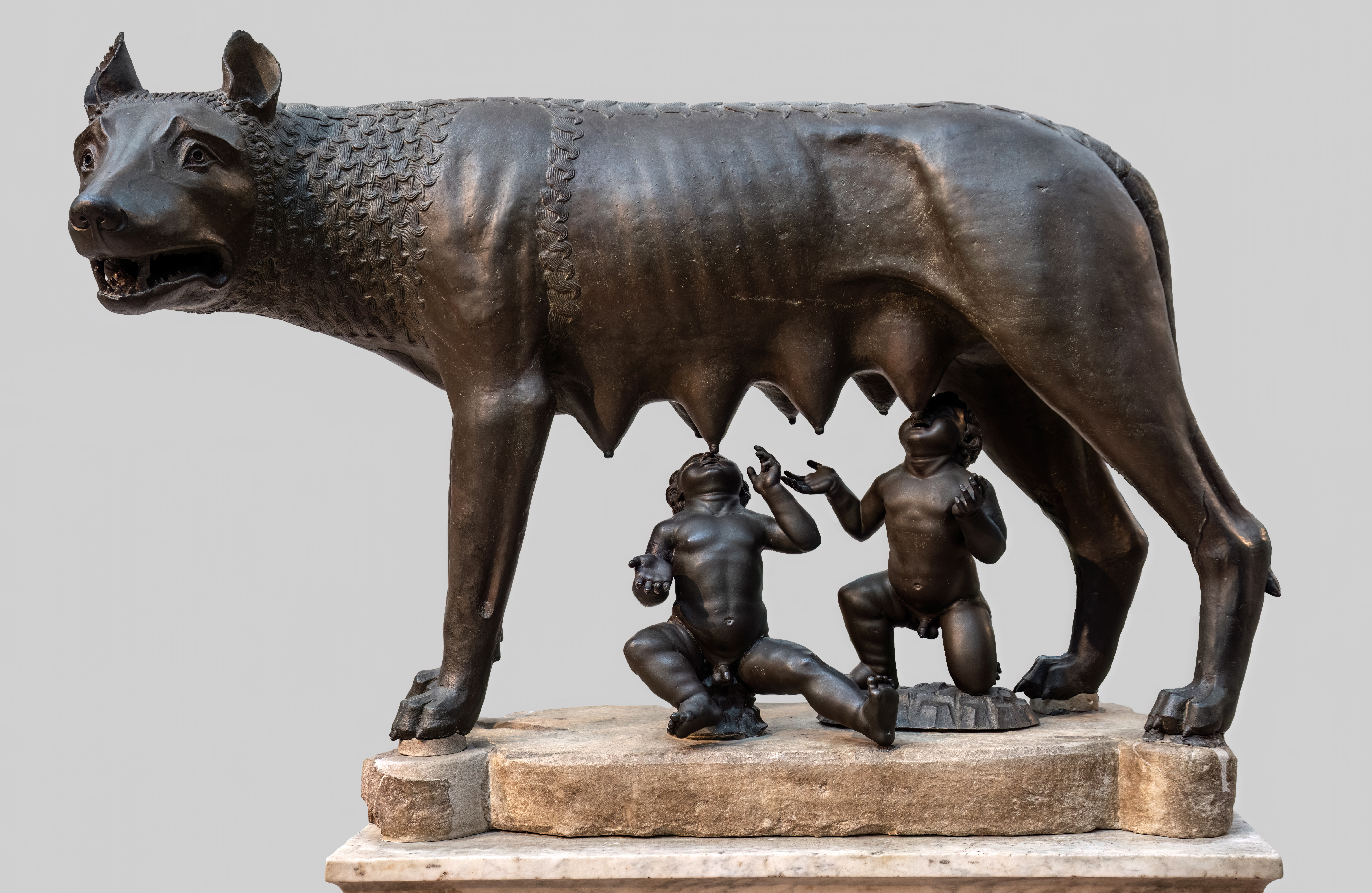
Louve capitoline
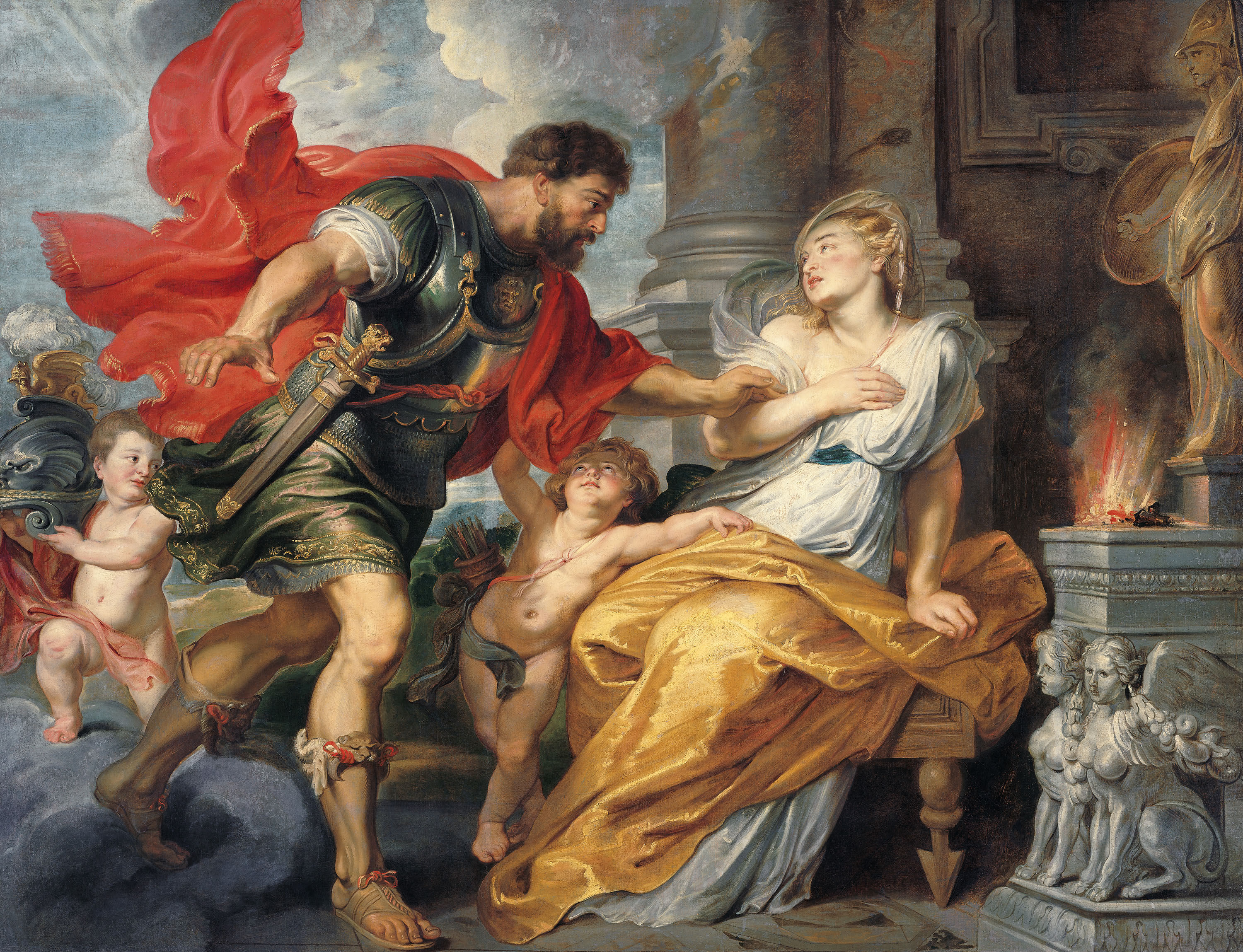
Mars et Rhéa Silvia par Rubens (1617).
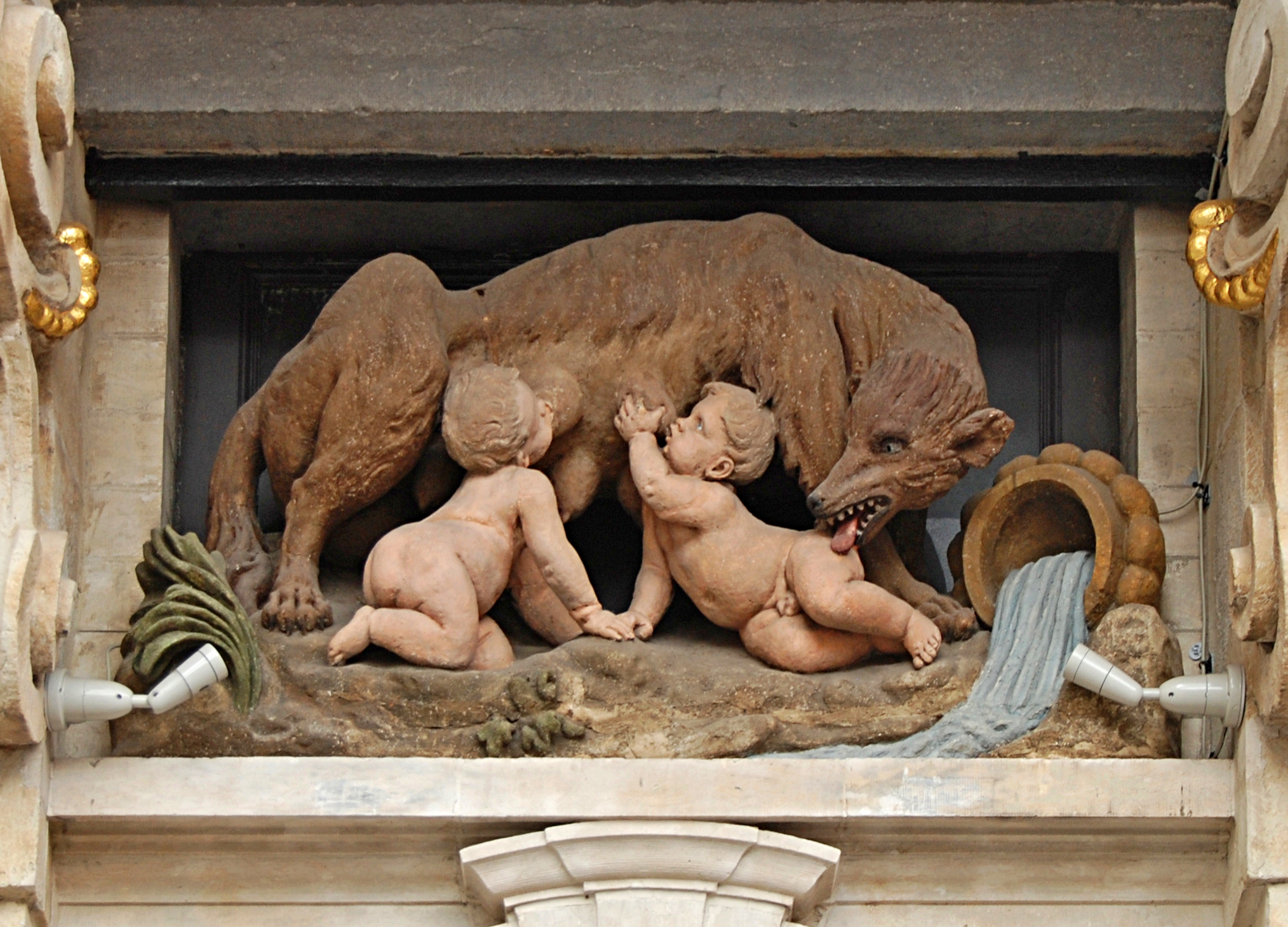
Haut-relief représentant Romulus et Rémus allaités par la louve sur la Maison de la Louve à la Grand-Place de Bruxelles.
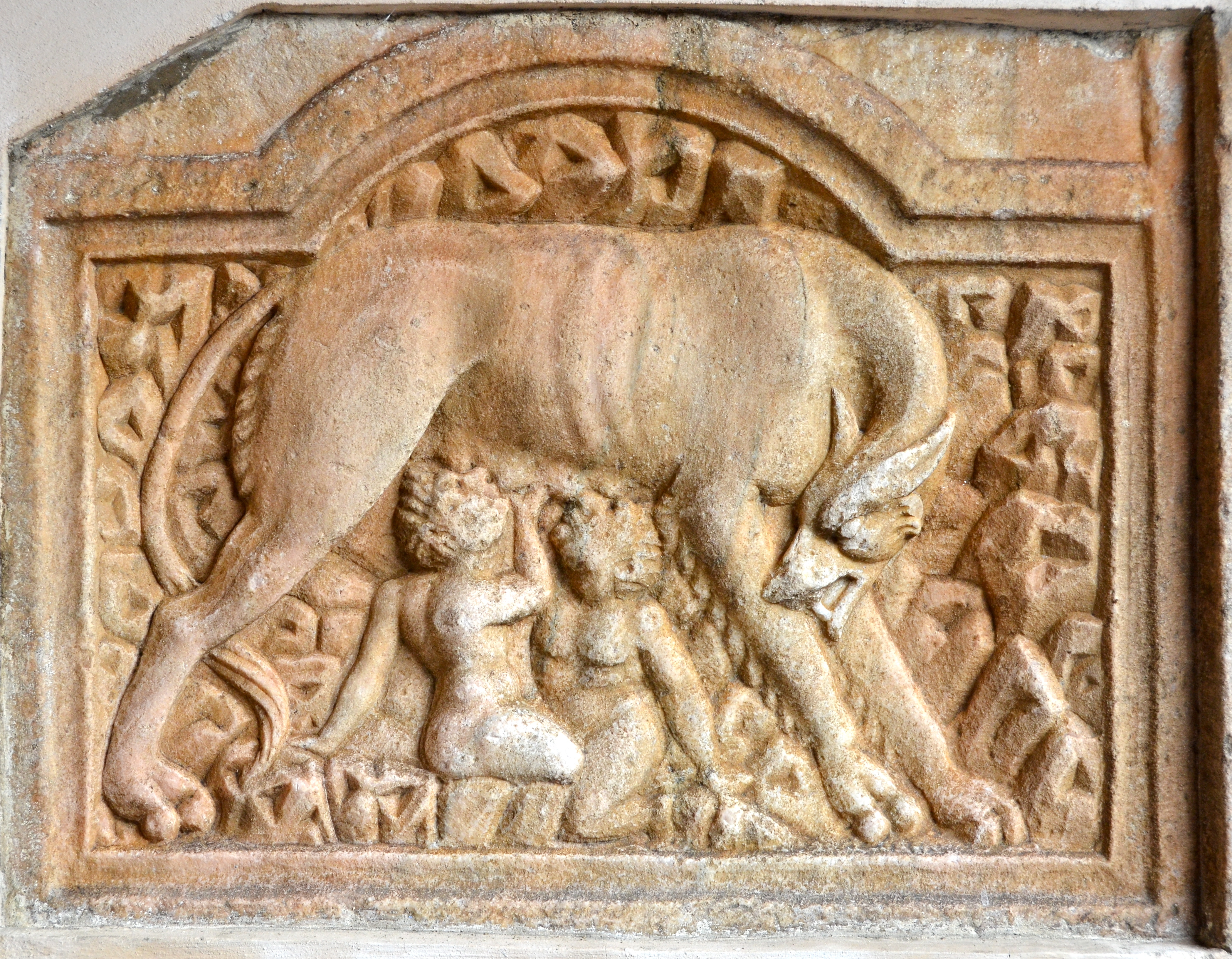
Relief romain de la cathédrale de Maria Saal montrant Romulus et Remus avec la louve
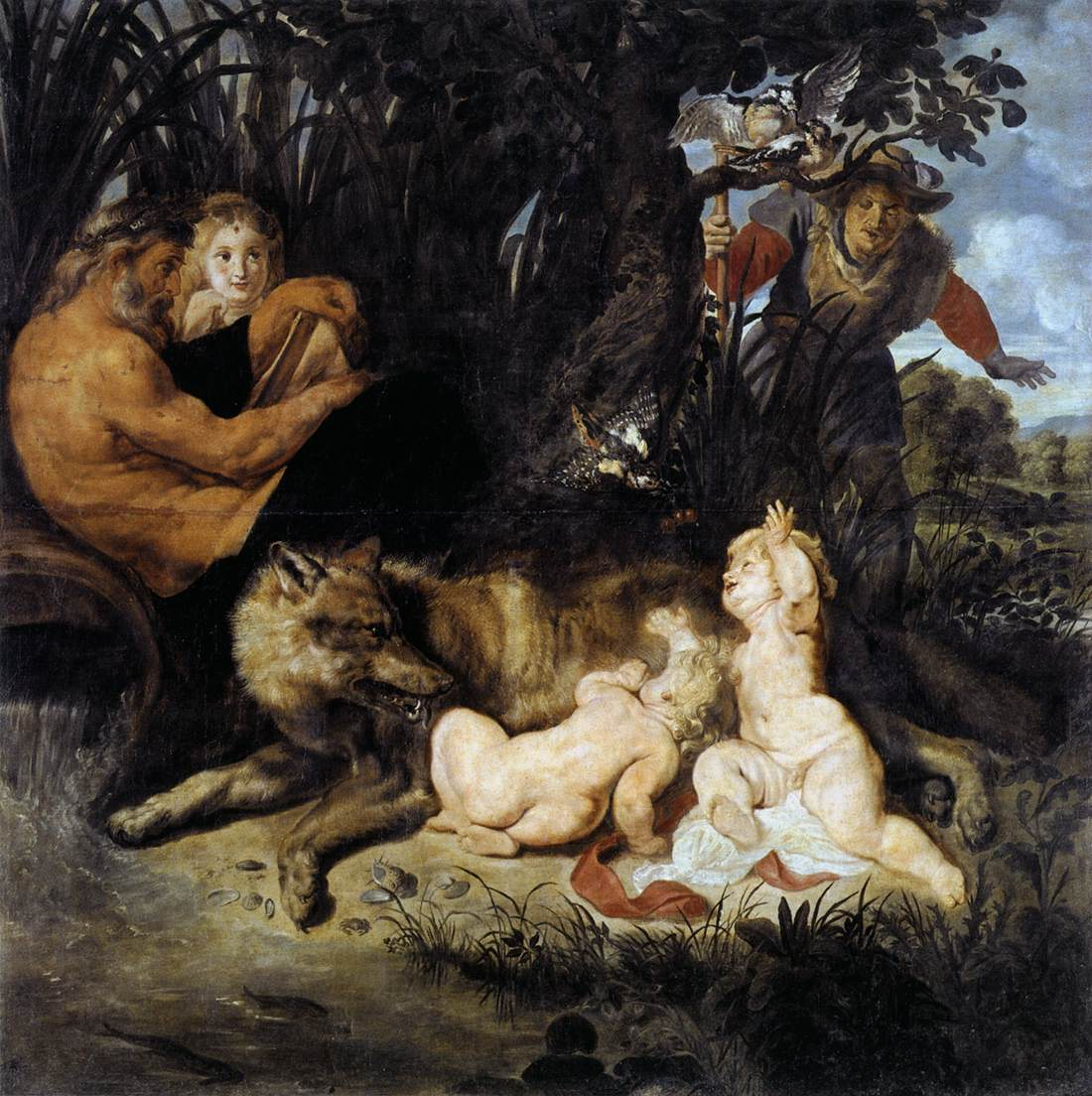
Romulus et Rémus de Rubens. (1614-1616)

### Sienne, la louve et ses jumeaux
Pendant historique de la louve capitoline, la lupa senese (en français «  louve siennoise ») est une représentation mythologique qui commémore la fondation de la ville de Sienne par les fils de Rémus (Senius et Aschius), assassiné par son frère Romulus au moment de la fondation mythique de la ville de Rome.
Ainsi, après le meurtre de leur père, les deux frères fuirent leur oncle sur deux chevaux qu’Apollon et Diane leur avaient fournis (un blanc et un noir, couleurs qui donneront finalement celles de la Balzana, le blason siennois). Ils emmenaient dans leur chevauchée la louve qui avait nourri et protégé leur père et leur oncle, ils en firent l’emblème de la ville qu'ils allaient fonder.
Ils atteignirent une vallée où ils décidèrent de s’établir. Ainsi fut fondée la ville qui prit le nom de l’aîné des deux frères, Senius, qui devint Sienna.
Cette figure a différence stylistique : la tête de la louve siennoise regarde devant elle, la romaine de côté.
La Louve allaitante est ainsi devenue l'emblème de Sienne ce qui explique qu'on la trouve dans les principaux lieux publics et sur certaines places de la ville.

Blason de Sienne
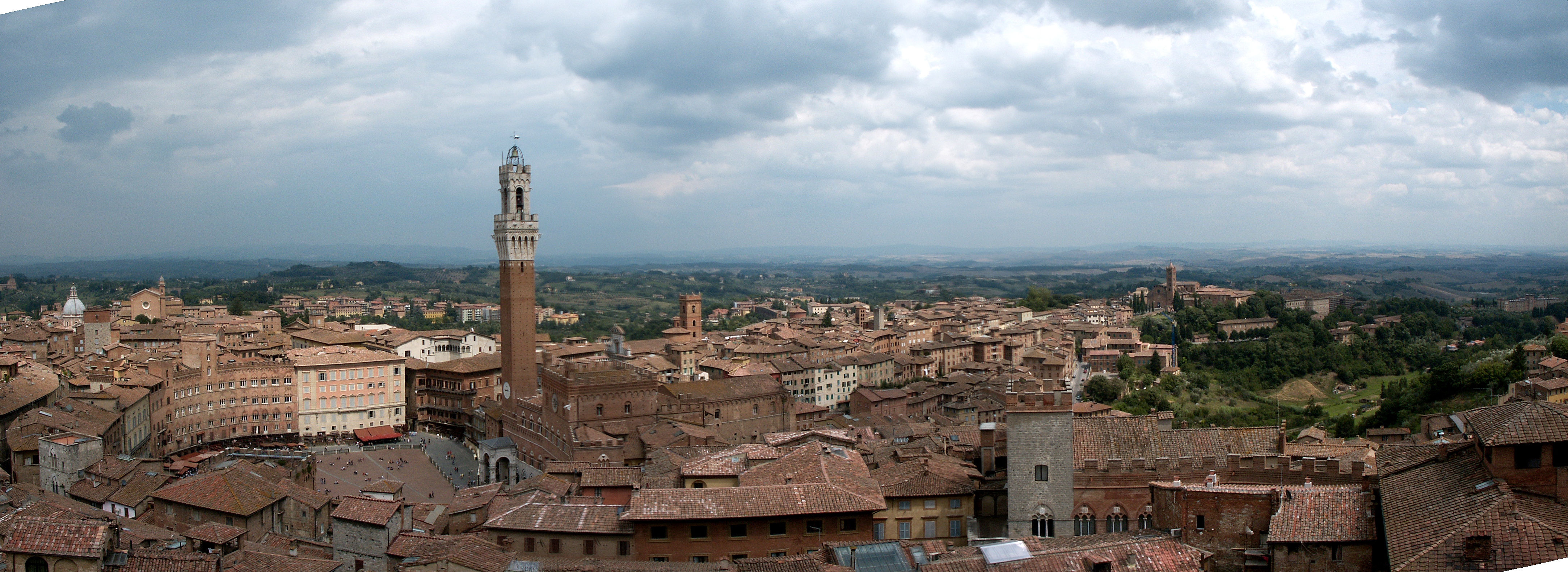
Panoramique de Sienne
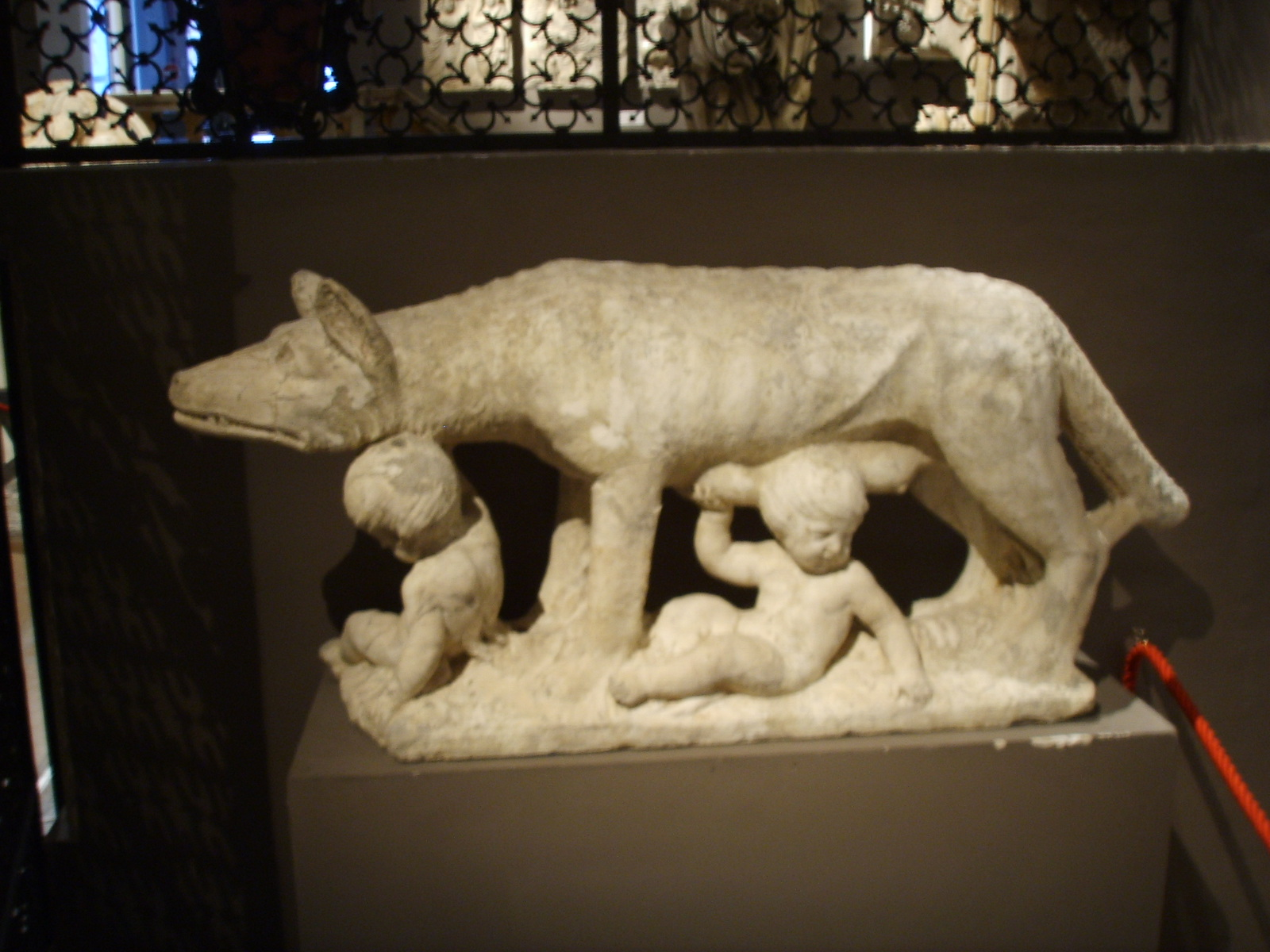
La Louve, Museo dell'Opera Metropolitana del Duomo.
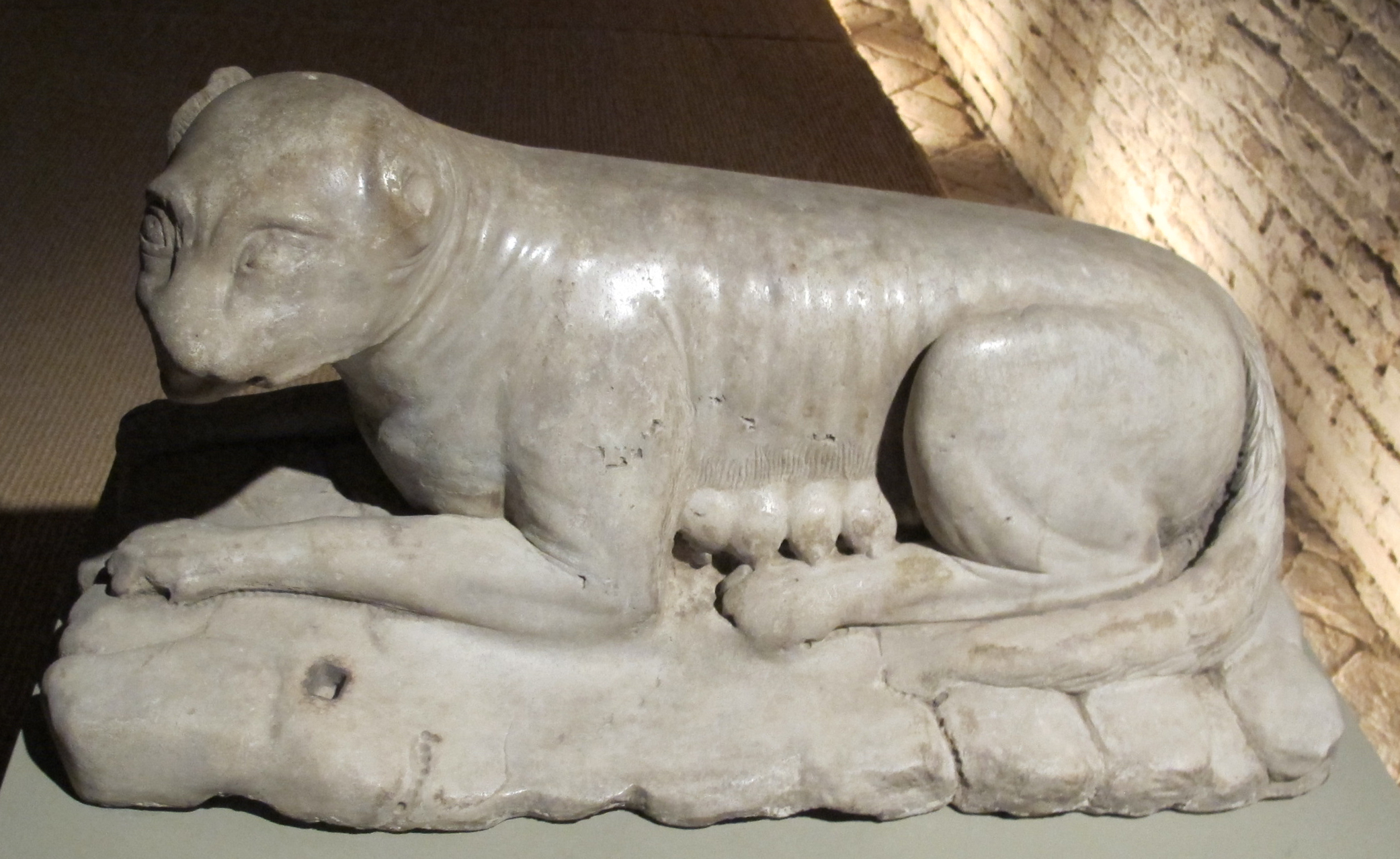
La Lupa, sculpture en marbre de Jacopo della Quercia.

### Clins d'œil au fil des pages
- Page 3 (case 2) : un passager dans l'avion est en train de lire la BD Les Archanges du Mont-Saint-Michel.